# 殷乃平
殷乃平（1943年12月4日—），中華民國（台灣）政治人物，親民黨籍，前立法委員。
殷乃平畢業於國立政治大學財稅系，1969年於同校獲得財政研究所碩士，1972年獲得美國聖路易華盛頓大學經濟研究所碩士。曾在美國擔任科邁羅公司財務長，返國後曾任職於財政部賦稅改革委員會，並先後擔任過國立政治大學銀行系（今金融系）主任、財政部金融革新小組成員、國立政治大學商學院亞太金融研究中心主任等職務。
2001年12月，以全國不分區身份代表親民黨獲選為第五屆立法委員。

## 外部連結
立法院 （页面存档备份，存于）